# 凯奥拉佩策·考斯尔
凯奥拉佩策·考斯尔（1938年9月19日 - 2018年1月3日）是一位南非诗人、记者和政治活动家。他是茨瓦纳人，在1960年代已經是非洲人国民大会成員，反對南非種族隔離。 1962年，沙佩维尔屠杀發生後，凯奥拉佩策·考斯尔離開南非流亡美国，1975年回到非洲，在非洲多國的大學任教。1990年7月，就在南非種族隔離制度終結後，他回到南非。2006年他被評為南非桂冠诗人。